# 金华通勤铁路
金华通勤铁路为中华人民共和国浙江省金华市规划中的利用既有铁路开行通勤列车项目，其中利用金建铁路和金温铁路的项目于2020年7月22日进行了预可研招标。

## 介绍
该项目利用既有的金建铁路、金温铁路、沪昆铁路开行通勤列车。金建，金温铁路开行的通勤铁路起点为兰溪东站，终点为永康南站，兰溪东至永康南，长度为77.86公里，设置兰溪东、金华、金华南、武义北、永康南五个车站。利用既有沪昆铁路开行的为浦江-义乌-金义新区-金华-金华开发区通勤列车，起点为汤溪站，终点为浦江站，长度为102公里，设置汤溪、蒋堂、白龙桥、金华、东孝、塘雅、义乌西、义乌、浦江等车站。